# 巨正则系综
巨正则系综（英語：grand canonical ensemble）是正则系综的推广。是统计力学系综的一种。每个系综内的体系不仅可以和其他体系交换能量，也可以交换粒子，但系综内各体系的能量总和以及粒子数总和都是固定的。当然系综内的体系总数也是固定不变的。而且各体系的体积是保持在一个固定值上。这个系综对应于具有恒定温度和化学势的体系。
巨正则系综由两个参数决定，{\displaystyle \beta =1/k_{B}T\,}（ {\displaystyle k_{B}\,}是玻尔兹曼常数，{\displaystyle T\,}是温度 ）和逸度 {\displaystyle z\,}（或等价地，化学势 {\displaystyle \mu =k_{B}T\ln z\,}）。其中 {\displaystyle \beta \,}决定能量交换；逸速度 {\displaystyle z\,}决定粒子交换。其配分函数为：
{\displaystyle \Xi (\beta ,z)=\sum _{N=0}^{\infty }z^{N}\exp(-\beta E_{N})=\sum _{n,N}\exp(-\beta (E_{n}-\mu N)),}
在巨正则系综中定义系统的基本热力学量——热力学势 {\displaystyle \Omega }为
{\displaystyle \Omega (T,V,\mu )=-k_{B}T\ln \Xi (T,V,\mu )=-\beta ^{-1}\ln \Xi (T,V,\mu ),}
它是讨论讨论系统状态随温度 {\displaystyle T}，体积 {\displaystyle V}和化学势 {\displaystyle \mu }而变化的基本热力学函数。
配分函数的对数可以和压强 {\displaystyle p\,}联系起来。
{\displaystyle pV=k_{B}T\ln \Xi (\beta ,z)\,}
平均粒子数和能量分别为：
{\displaystyle \langle N\rangle =z\partial \ln \Xi /\partial z\,}
{\displaystyle \langle E\rangle =-\partial \ln \Xi /\partial \beta \,}